# عظم فخذ
عظم الفخذ (بالإنجليزية: Femur) والجمع (بالإنجليزية: femora) يُصنّف كأحد العظام الطويلة، وهو أطول عظام الهيكل العظمي عند الإنسان، ويكوّن أكثر من 26.74% من طول الإنسان، وهو أيضاً أقوى عظام الجسم وأصلبها في البشر. يتكون عظم الفخذ من:
1. نهاية علوية.
2. جدل (جسم العظم).
3. نهاية سفلية.

تشتمل النهاية العلوية على:
1. الرأس.
2. العنق.
3. المَدْوَرُين (المدور الكبير والمدور الصغير).

يكوّن الرأس ثلثي كرة، ويتمفصل مع الحُق (بالإنجليزية: Acetabulum) ليشكل مفصل الورك. في مركز الرأس نقرة صغيرة يتصل بها رباط الرأس، ويمر منه أحد الشرايين التي تروي رأس الفخذ.
ويربط الرأس مع الجدل ما يسمى: «العنق» الذي يتجه إلى الأسفل والخلف ووحشياً. ويصنع زاوية 125° مع الجدل (تكون الزاوية أقل في الإناث)، وتكون كبيرة عند الولادة وتصغر مع تقدم العمر، وكسور عنق الفخذ منتشرة عند كبار السن و خاصة النساء، وذلك بسبب ترقق العظام، و يسبب هذا الكسر نخرة لاوعائية، نظراً لانقطاع الأوعية المغذية للرأس.
والمدوران الكبير والصغير، هما بارزتان عظميتان تتوضعان في منطقة اتصال العنق بالجدل. و يمتد بين المدورين في الأمام الخط بين المدورين، والعرف بين المدورين من الخلف، وهناك بارزة مدورة، عند ثلث المسافة بين المدورين، تسمى أحدوبة المربعة، ترتكز عليها العضلة المربعة.
وجدل الفخذ مدور وناعم على الوجه الأمامي، وله حافة في الثلث الأوسط على الوجه الخلفي تسمى: الخط الخشن لعظم الفخذ، ترتكز بها عضلات و الحاجز بين العضلات. يتفرع الخط الخشن لعظم الفخذ علوياً إلى طرفين، فتصل الشفة الإنسية إلى المدور الصغير، بينما تصل الشفة الوحشية إلى المدور الكبير. وتنفصل الشفتين سفلياً لتصبح الحافتان فوق القمة، وتحيط هاتان الحافتان بمنطقة منخفضة مثلثة الشكل تسمى السطح المأبضي. النهاية السفلية للفخذ عريضة، و تتألف من لقمة إنسية ولقمة وحشية، تتمفصل السطوح المحدبة المفصلية مع أطباق الظنبوب لتكوين مفصل الركبة، وتنفصل اللقمتان من الخلف بواسطة حفرة عميقة تسمى الثلمة بين اللقمتين، وتتمادى سطوحها المفصلية أمامياً لتكوين سطح ناعم يتمفصل مع الرضفة.

## البنية التشريحية
عظم الفخذ هو العظم الوحيد الموجود داخل الفخذ. تتقارب عظمتا الفخذ في الإتجاه الإنسي نزولاً إلى الركبتين حيث يتمفصلا مع الجزء القريب من عظم الظنبوب (قصبة الساق) . زاوية تقارب عظم الفخذ هي عامل أساس لتحديد الزاوية بين عظم الفخذ وقصبة الساق (الظنبوب). تكون قصبة الساق (الظنبوب) في النساء متقاربة إنسياً لداخل البدن أكثر عن الرجال، وذلك بسبب أن عظم الحوض (عظم الورك) أعرض عند النساء. في حالة «الركبة الروحاء» تتقارب قصبتا الساقين كثيراً حتى تتلامس الركبتان. على الطرف المقابل في حالة «الركبة الفجحاء» تتباعد قصبتا الساقين نزولا حتى تتباعد الركبتان أكثر من المعتاد. في أغلب البشر تكون زاوية عظم الفخذ مع عظم قصبة الساق حوالي 175 درجة.
عظم الفخذ هو أطول عظام الإنسان، وطبقا لمعظم المقاييس هي أيضاً أقوى عظمة في جسم الإنسان. طول عظم الفخذ في المتوسط هو 26.74٪ من ارتفاع الشخص ، وتلك النسبة موجودة في كل من الرجال والنساء ومعظم الجماعات العرقية مع القليل من الاختلافات المحصورة، وثبات تلك النسبة مفيد في علم الإنسان (الأنثروبولوجيا) لأنها توفر أساساً عملياً لتقدير الأطوال في حال اكتشاف هياكل عظمية غير مكتملة.
يُصنّف عظم الفخذ ضمن العظام الطويلة (وهي التي يكون طولها أكبر من عرضها)، ويتكون عظم الفخذ من:
1. جدل، وهو الجزء الاسطواني الطويل من العظم ويُسمى أيضاُ «جسم العظم».
2. مشاشان (الجزء المستدير في نهاية العظم الطويل)، وهي الأطراف التي تتمفصل مع العظام المجاورة في كلا من مفصل الورك ومفصل الركبة.

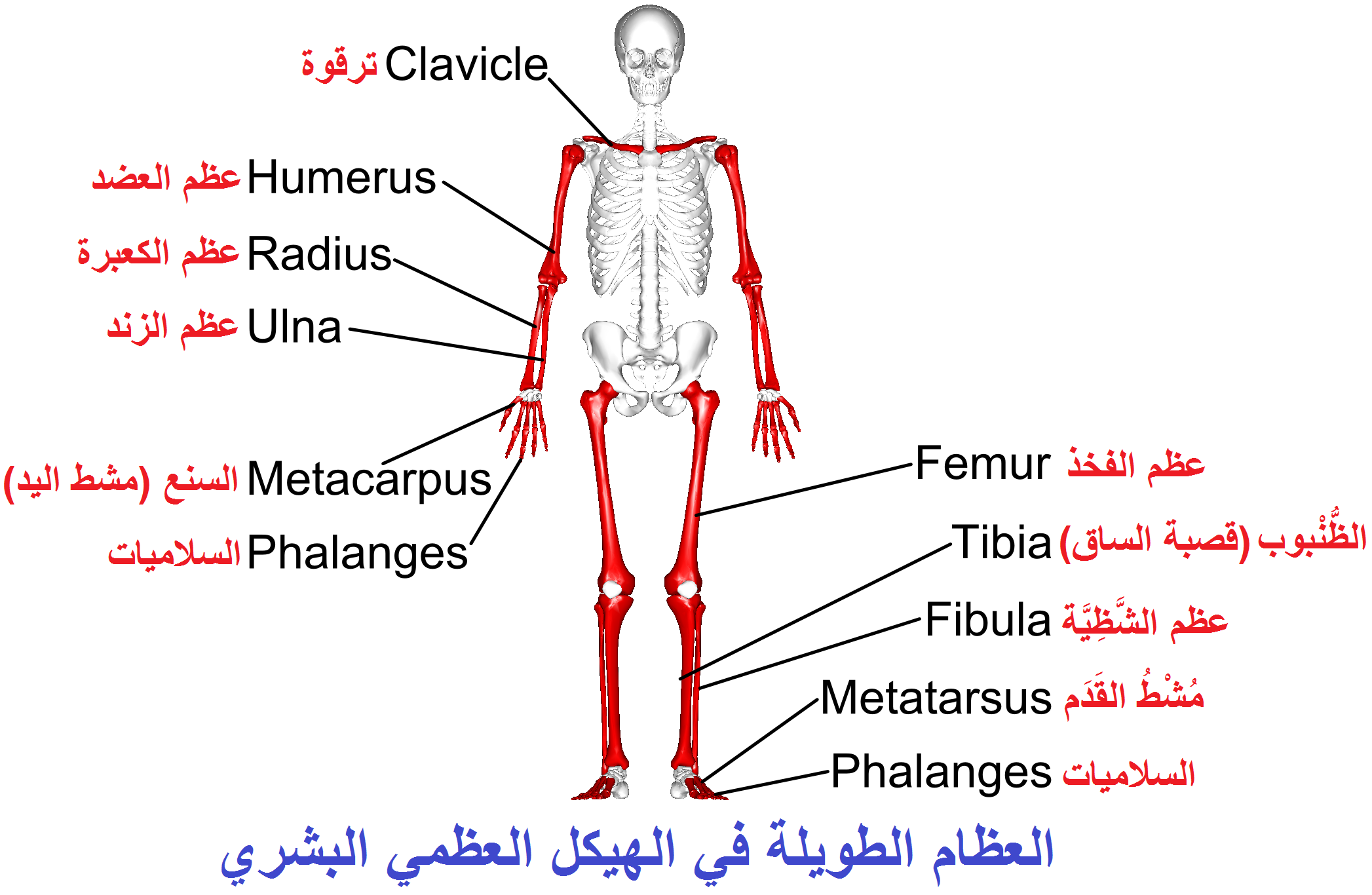
العظام الطويلة في الإنسان مبينة باللون الأحمر في الهيكل العظمي البشري.

### طرف علوي لعظم الفخذ

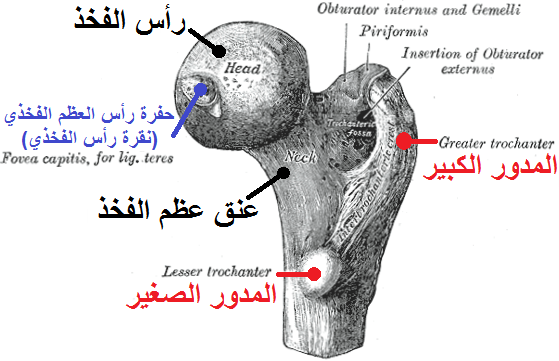
النهاية العلوية لعظم الفخذ الأيمن (عرض من الخلف ومن أعلى).
يُرى في الرسم: رأس الفخذ ، عنق عظم الفخذ ، المدور الكبير والمدور الصغير.

### طرف سفلي لعظم الفخذ

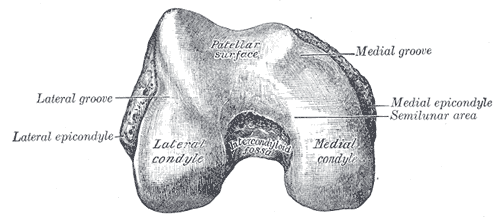
النهاية السفلية لعظم الفخذ الأيمن (نظرة من أسفل).

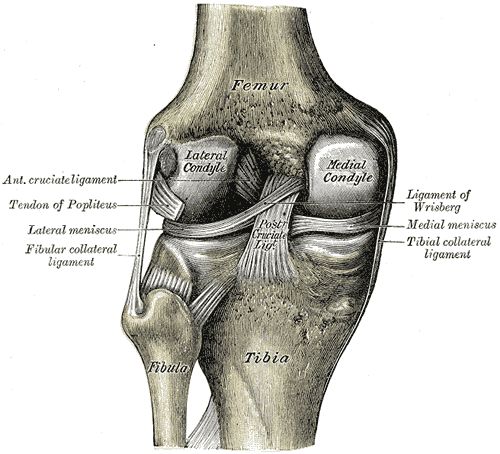
مفصل الركبة الأيسر من الخلف. يُرى في الرسم الأربطة الداخلية.

### النمو
يتطور عظم الفخذ بدئاً من براعم الأطراف (بالإنجليزية: limb buds) نتيجة للتفاعلات بين الأديم الظاهر والأديم المتوسط التحتاني، ويحدث التكوّن تقريبا حول الأسبوع الرابع من التطور. بحلول الأسبوع السادس من التطور يتشكّل أول غضروف زجاجي لعظم الفخذ من الخلايا الغضروفية (بالإنجليزية: chondrocytes). ويبدأ التعظّم الغضروفي (بالإنجليزية: Endochondral ossification) من نهاية الفترة الجنينية حيث مراكز التعظم الأولية موجودة في جميع العظام الطويلة للأطراف، بما في ذلك عظم الفخذ في الأسبوع الثاني عشر ()12 للنمو. تطوير hindlimb تتخلف التنمية forelimb بنسبة 1-2 أيام.
في الحيوان، يتأخر نمو الأرجل الخلفية (بالإنجليزية: Hindlimb) عن نمو الأرجل الأمامية (بالإنجليزية: Forelimb) بيوم أو يومين، خاصة في الحيوانات رباعيات الحركة.

## الوظيفة
عظم الفخذ هو العظم الوحيد الموجود في الفخذ، ولذا فهو بمثابة نقطة المرتكز لجميع العضلات التي تبذل قوى على مفصليّ الورك والركبة. بعض العضلات الثنائية المفصل (بالإنجليزية: Biarticular muscle) - أي العضلات التي تتصل بمفصلين، مثل عضلة الساق والعضلة الأخمصية - تنشأ أيضا من عظم الفخذ. هناك اثنان وعشرون (22) عضلة إما تنشأ من أو ترتكز على عظم الفخذ.
عند النظر في مقطع عرضي للفخذ، نرى أن الفخذ ينقسم إلى ثلاثة أحياز لفافية منفصلة، يفصل بين كل منها نسيج ضام (لفافة)، ويحتوي كل حيز منهم على عضلات. تلك الأحياز اللفافية تستخدم عظم الفخذ باعتباره محوراً، ويفصل بينها أغشية من نسيج ضام متين (أو: حاجز). كل من هذه الأحياز لديها إمداداتها الخاصة من الدم والعصب الخاص بها، وتحتوي على مجموعة مختلفة من العضلات. تسمى هذه الأحياز: حيز لفافي أمامي للفخذ وحيز لفافي إنسي للفخذ وحيز لفافي خلفي للفخذ.

### مرتكزات العضل
| العضلة                                   | الإتجاه | الإتصال                                                               |
| عضلة حرقفية                              | مرتكز   | المدور الصغير                                                         |
| عضلة قطنية كبيرة                         | مرتكز   | المدور الصغير                                                         |
| عضلة ألوية كبرى                          | مرتكز   | الأحدوبة الألوية لعظم الفخذ                                           |
| عضلة ألوية وسطى                          | مرتكز   | السطح الجانبي الوحشي للمدور الكبير                                    |
| عضلة ألوية صغرى                          | مرتكز   | مُقَدّمَة المدور الكبير                                                   |
| عضلة كمثرية                              | مرتكز   | الحد العلوي للمدور الكبير                                             |
| عضلة توأمية علوية                        | مرتكز   | الحافة العلوية لوتر العضلة السدادية الغائرة (مُدَاوَرَة المدور الكبير)    |
| عضلة سدادية غائرة                        | مرتكز   | السطح الجانبي الإنسي للمدور الكبير                                    |
| عضلة توأمية سفلية                        | مرتكز   | الحافة السفلية لوتر العضلة السدادية الغائرة (مُدَاوَرَة المدور الكبير)    |
| عضلة مربعة فخذية                         | مرتكز   | العرف بين المدورين                                                    |
| عضلة سدادية خارجية                       | مرتكز   | الحفرة المدورية                                                       |
| عضلة عانية                               | مرتكز   | الخط العاني لعظم الفخذ                                                |
| عضلة مقربة طويلة                         | مرتكز   | الثلم الإنسي للخط الخشن لعظم الفخذ                                    |
| عضلة مقربة قصيرة                         | مرتكز   | الثلم الإنسي للخط الخشن لعظم الفخذ                                    |
| عضلة مقربة كبيرة                         | مرتكز   | الثلم الإنسي للخط الخشن لعظم الفخذ وحديبة العضلة المقربة الفخذية      |
| عضلة متسعة وحشية                         | منشأ    | المدور الكبير والثلم الوحشي للخط الخشن لعظم الفخذ                     |
| عضلة متسعة وسطى                          | منشأ    | السطح الأمامي والوحشي لعظم الفخذ                                      |
| عضلة متسعة إنسية                         | منشأ    | الجزء البعيد من الخط بين المدورين والثلم الإنسي للخط الخشن لعظم الفخذ |
| الرأس القصيرة للعضلة الفخذية ذات الرأسين | منشأ    | الثلم الوحشي للخط الخشن لعظم الفخذ                                    |
| عضلة مأبضية                              | منشأ    | أسفل لقيمة الفخذ الوحشية                                              |
| عضلة الساق                               | منشأ    | خلف حديبة العضلة المقربة الفخذية وفوق لقيمة الفخذ الوحشية وسطح المأبض |
| عضلة أخمصية                              | منشأ    | فوق لقمة الفخذ الوحشية                                                |

## الأهمية السريرية
كسور عظم الفخذ التي تشمل كسر رأس الفخذ، كسر عنق عظم الفخذ، أو كسور بين و تحت المدورين، يمكن تصنيفها جميعاً تحت مسمى: كسور الورك خاصة إذا كانت مرتبطة بهشاشة العظام. يمكن أن يتم تدبيرهذه الكسور قبل وصول المريض للمستشفى باستخدام جبيرة الشد (بالإنجليزية: traction splint).

## في الحيوان
عظم الفخذ هو أقرب عظام الأرجل للبدن في الفقاريات رباعيات الأطراف التي تستطيع السير أو القفز مثل أغلب الثدييات الأرضية، والطيور، وكثير من الزواحف مثل السحالي، والبرمائيات مثل الضفادع. أما في الفقاريات رباعيات الحركة مثل الكلاب والخيول، فإن عظم الفخذ يوجد فقط في الأرجل الخلفية.

## صور إضافية

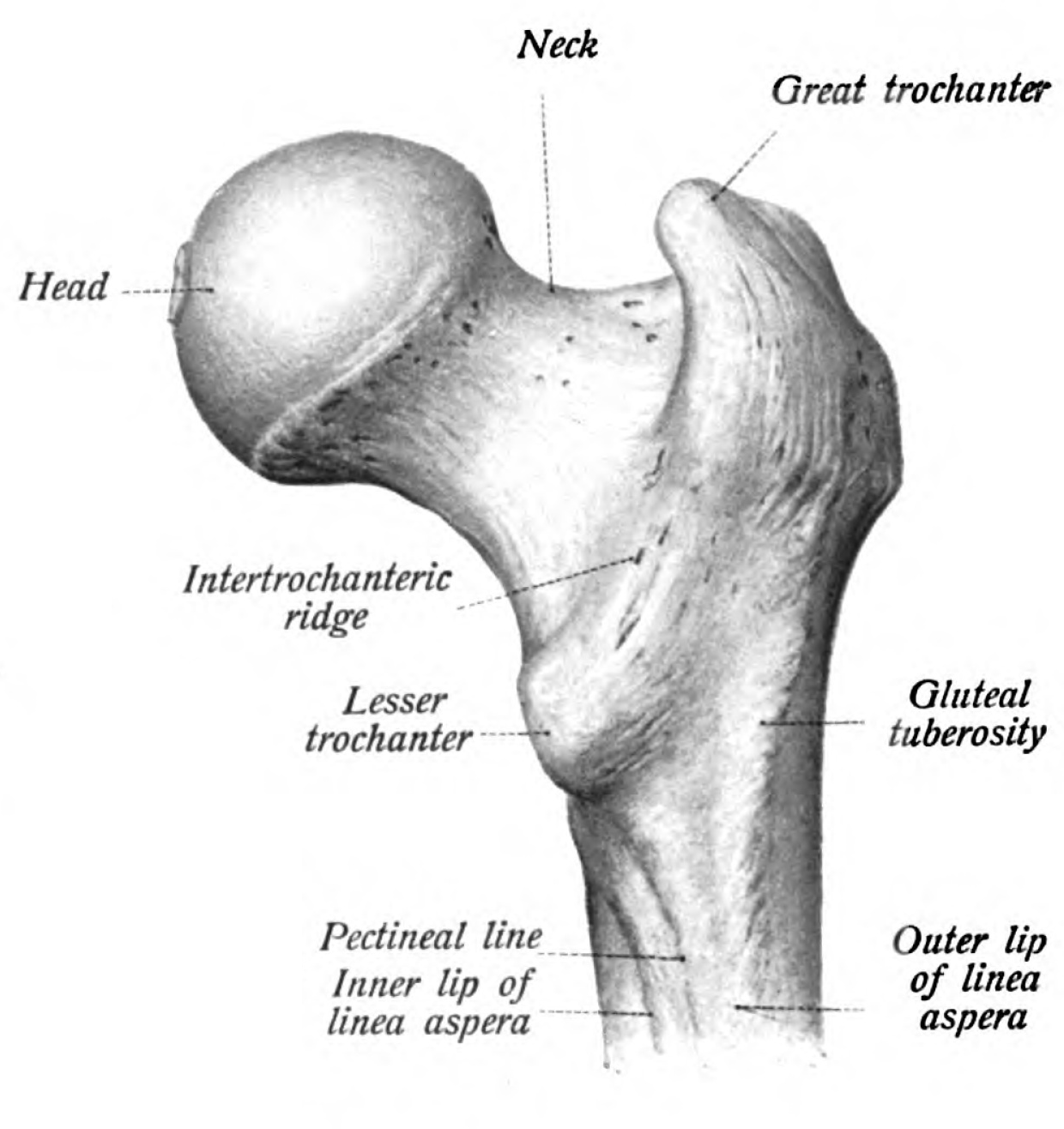
الجزء العُلوي من عظم الفخذ اليُمنى (رأس عظم الفخذ)، رؤية خلفية.
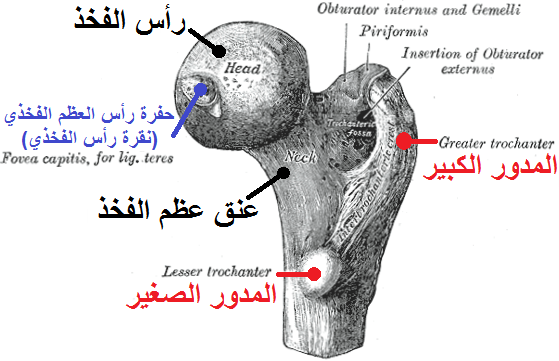
الجزء العلوي من عظم الفخذ.
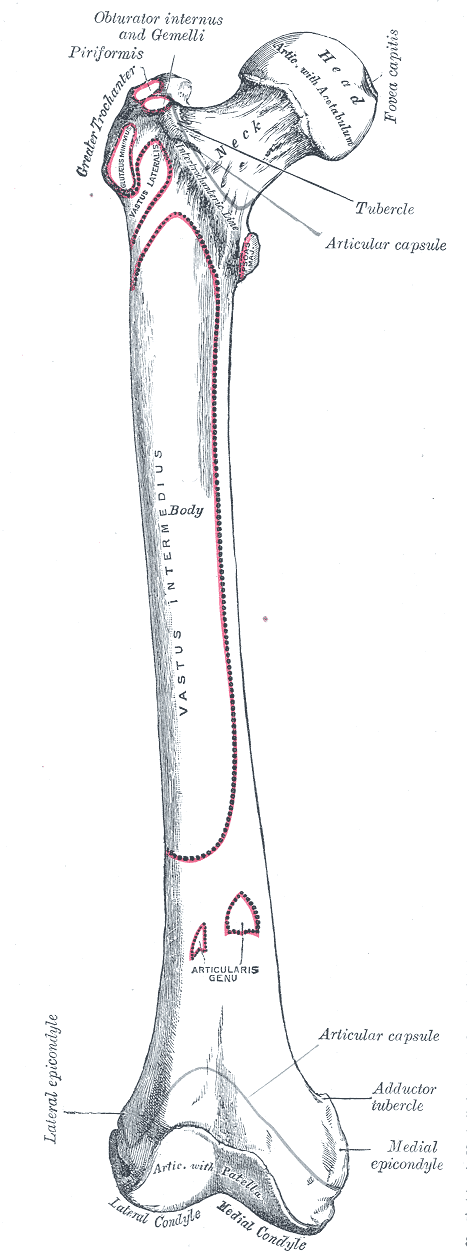
عظم الفخذ من اليمين من الأمام.
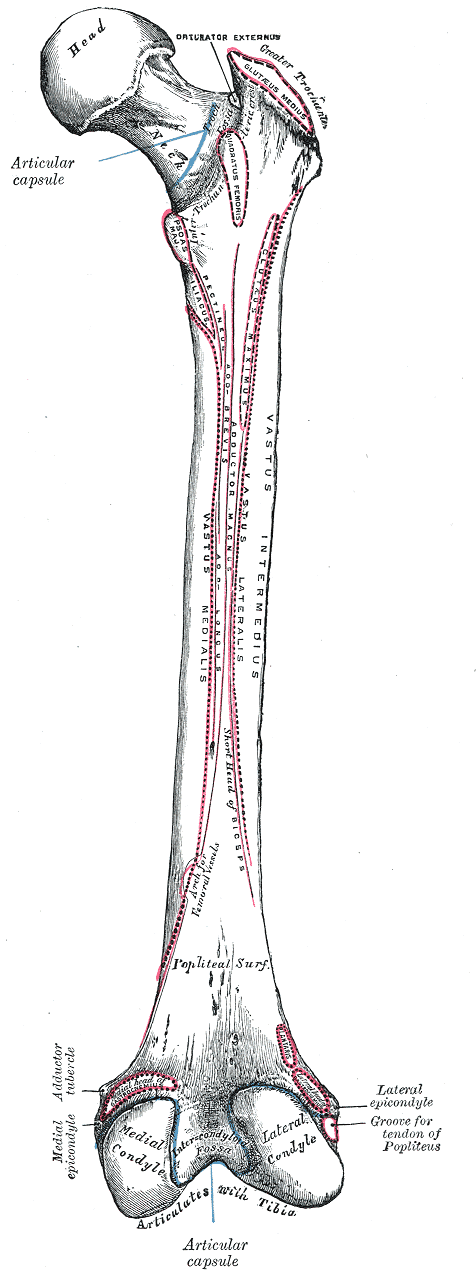
عظم فخذ من اليمين من الخلف.
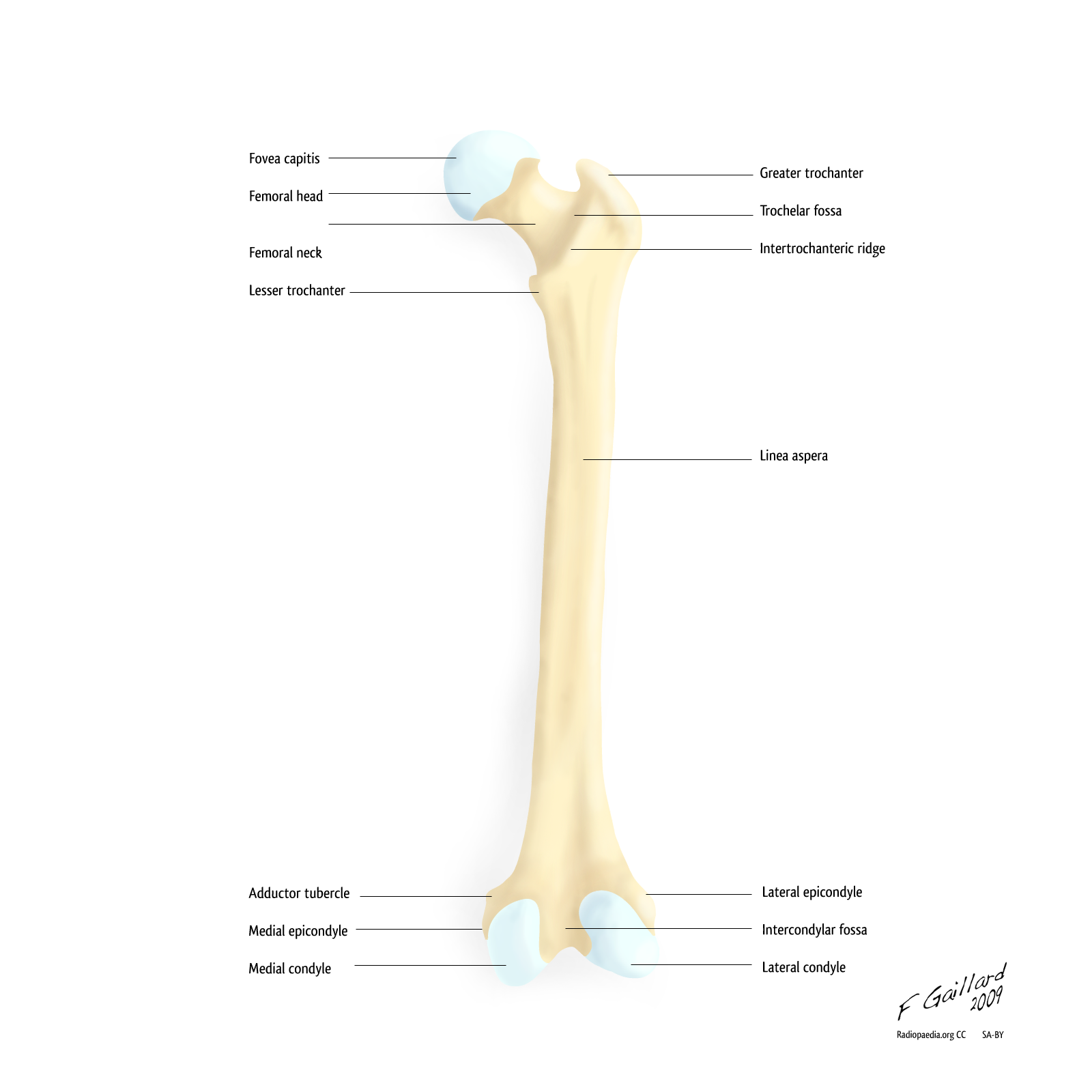
من الأمام.
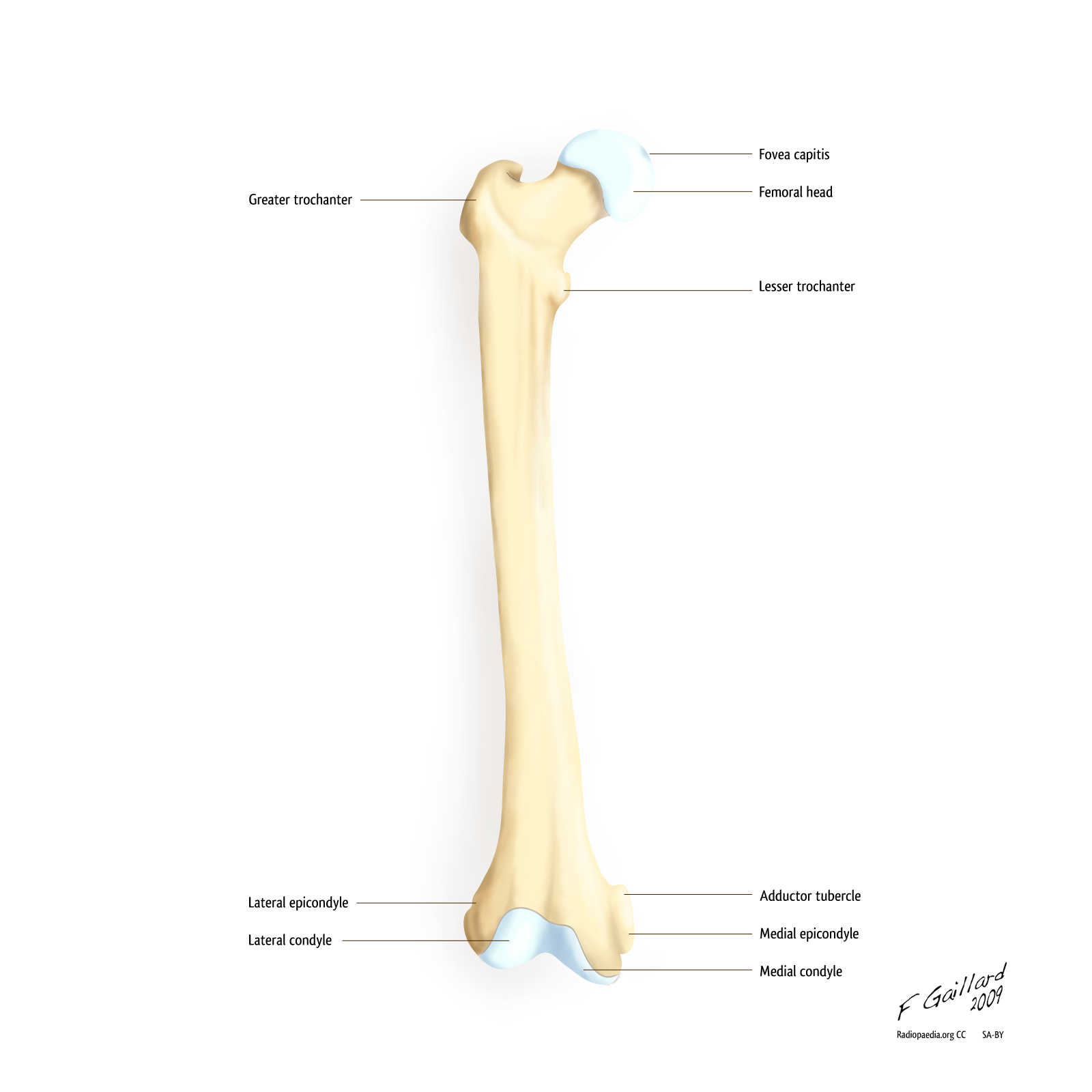
من الخلف.
موقع عظم الفخذ (موضحة بالأحمر). متحرك.
موقع عظم الفخذ (موضحة بالأحمر). الحوض (تشريح) والرضفة كما هو مبين شبه شفافة.
شكل عظم الفخذ الأيمن. متحرك.
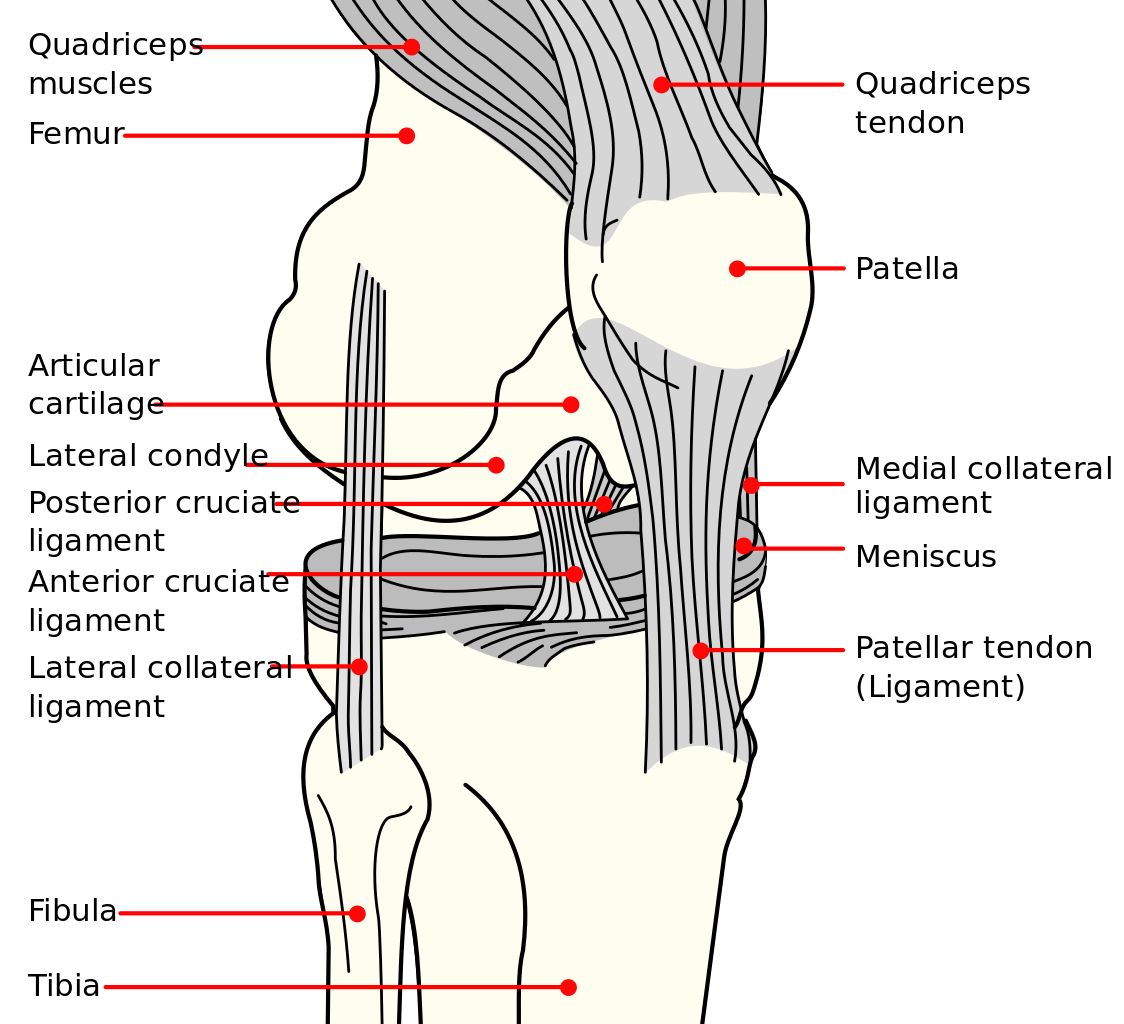
مخطط الركبة
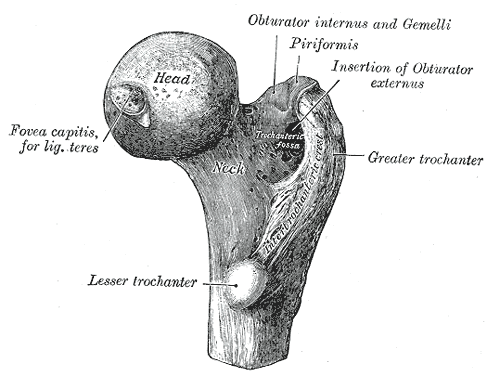
الطرف العلوي من عظم الفخذ الأيمن من الوراء وفوق.
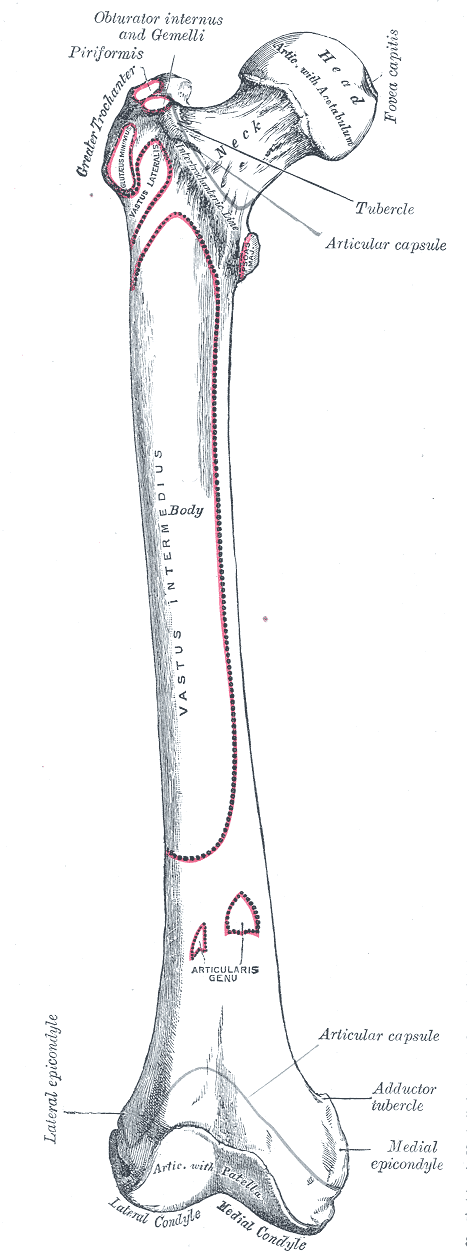
عظم الفخذ الأيمن.  السطح الأمامي.
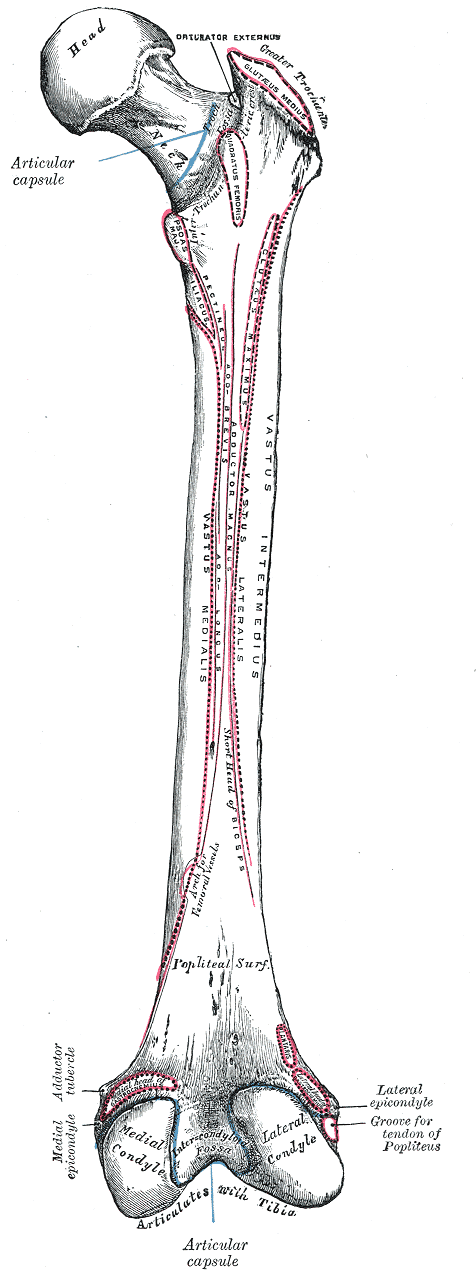
عظم الفخذ الأيمن.  السطح الخلفي.
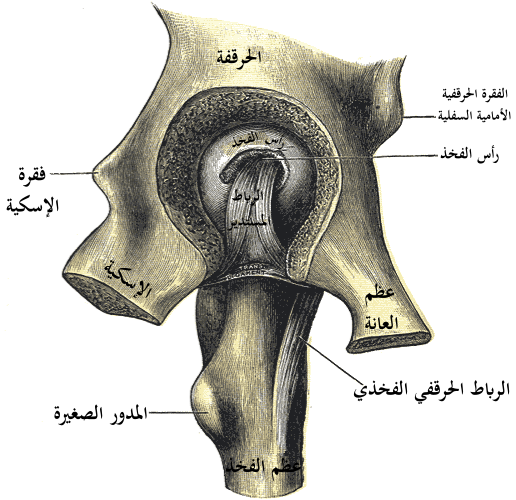
Left hip-joint, opened by removing the floor of the acetabulum from within the pelvis.
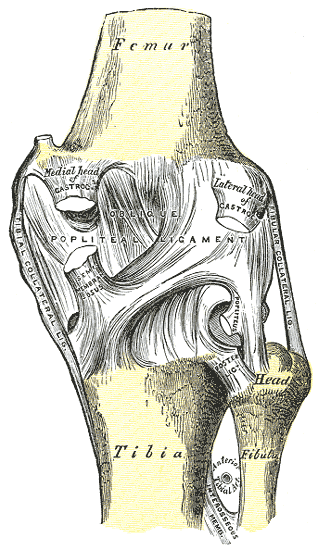
Right knee-joint. Posterior view.
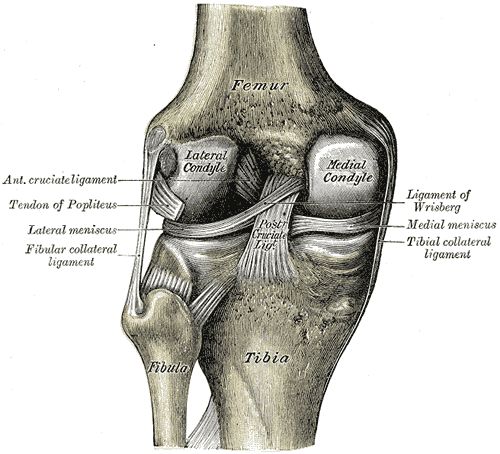
Left knee-joint from behind, showing interior ligaments.
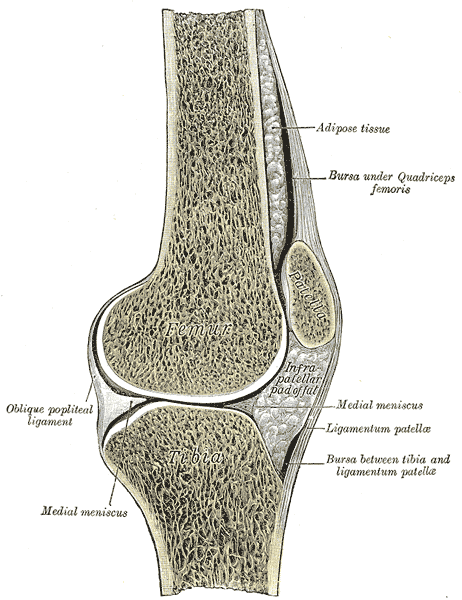
Sagittal section of right knee-joint.
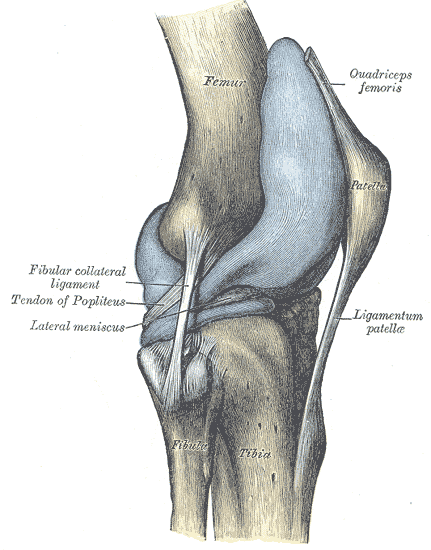
Capsule of right knee-joint (distended). Lateral aspect.
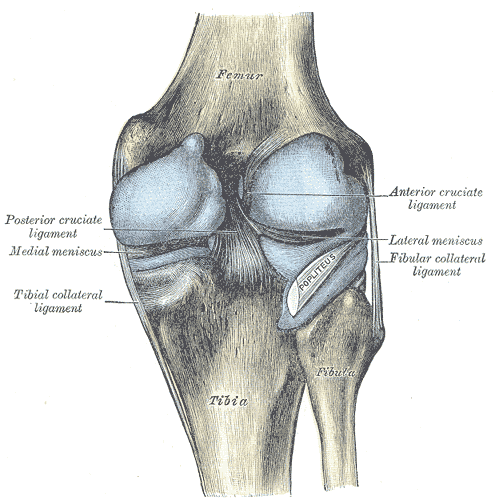
Capsule of right knee-joint (distended). Posterior aspect.
Cross-section through the middle of the thigh.
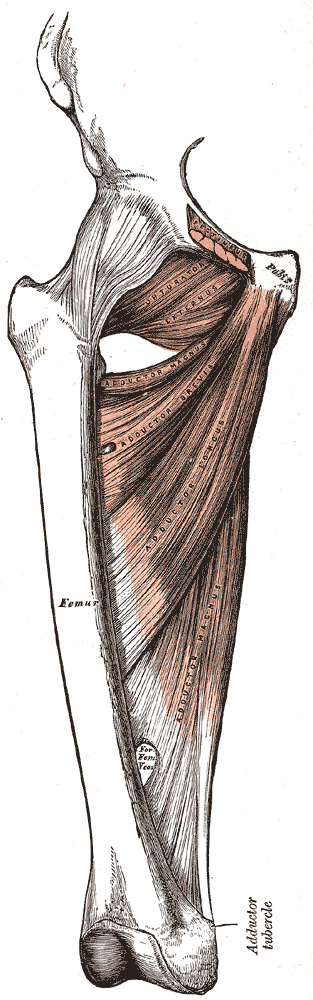
Deep muscles of the medial femoral region.
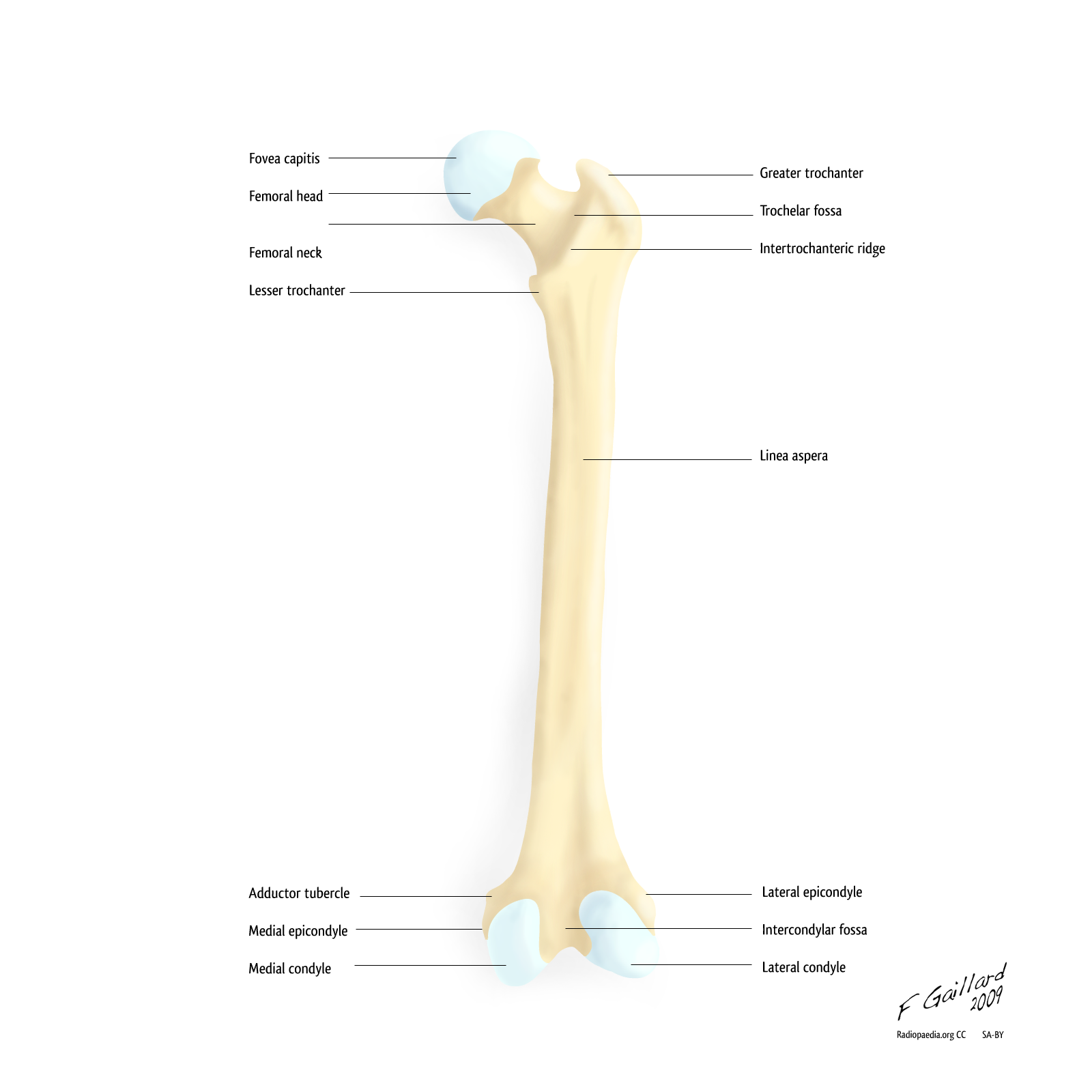
Posterior view.
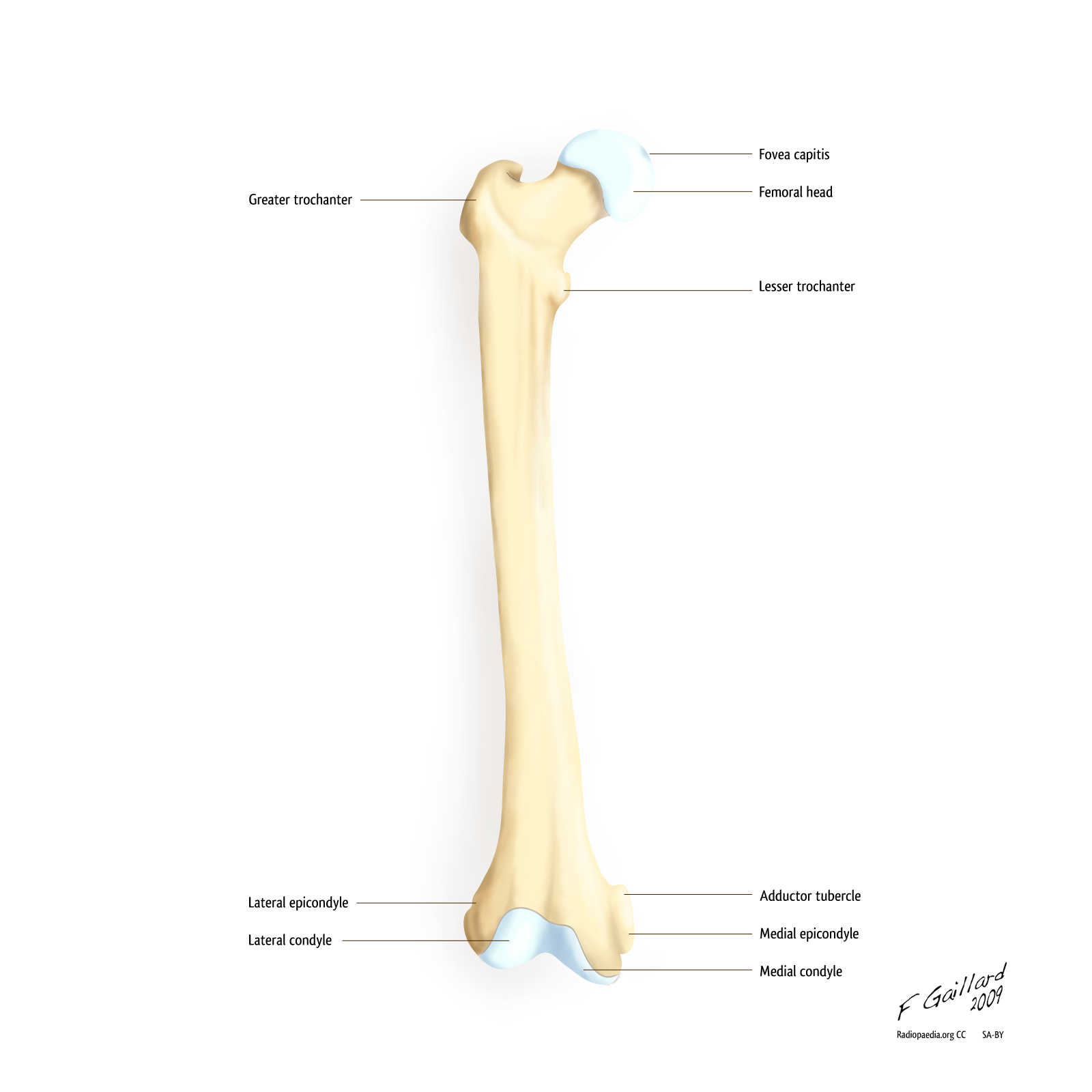
Anterior view.
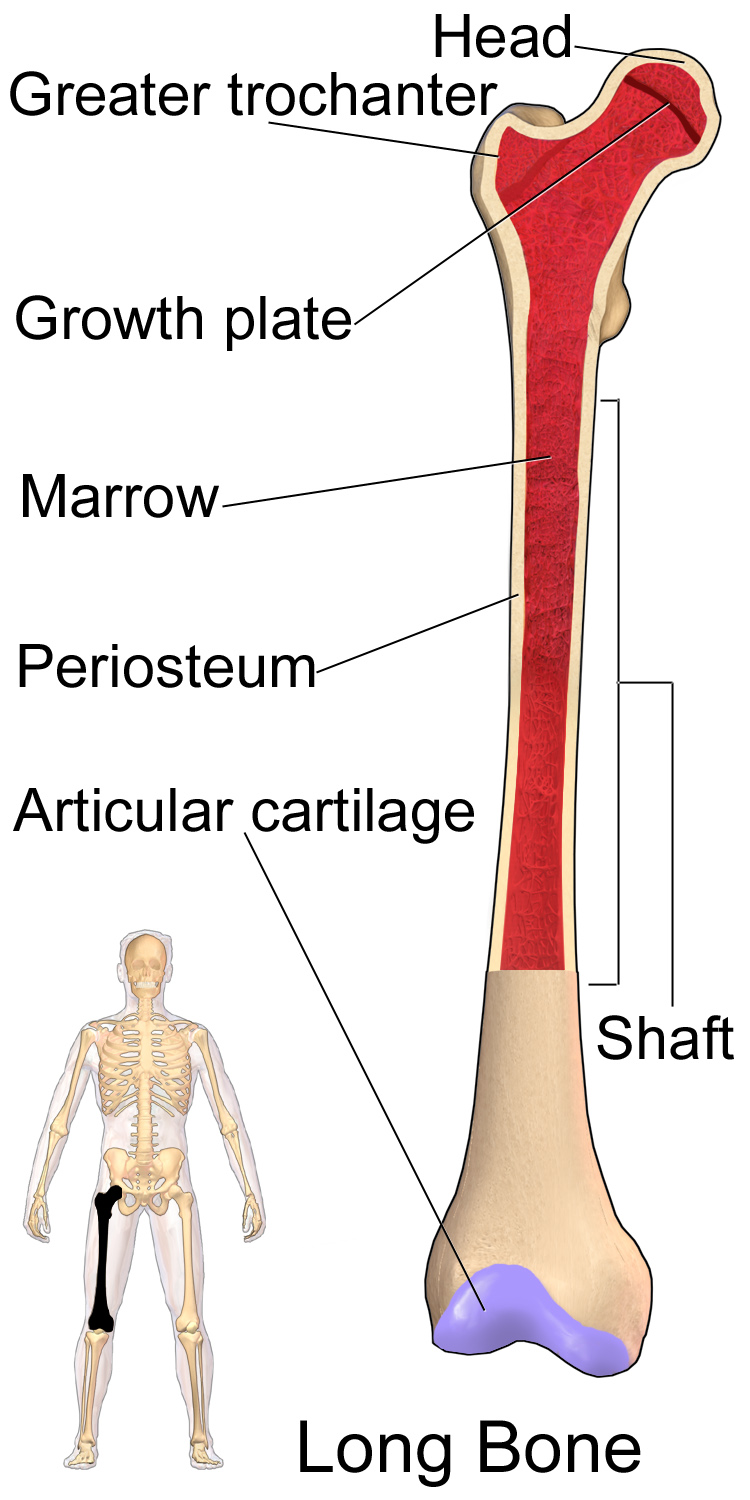
Long Bone (Femur)
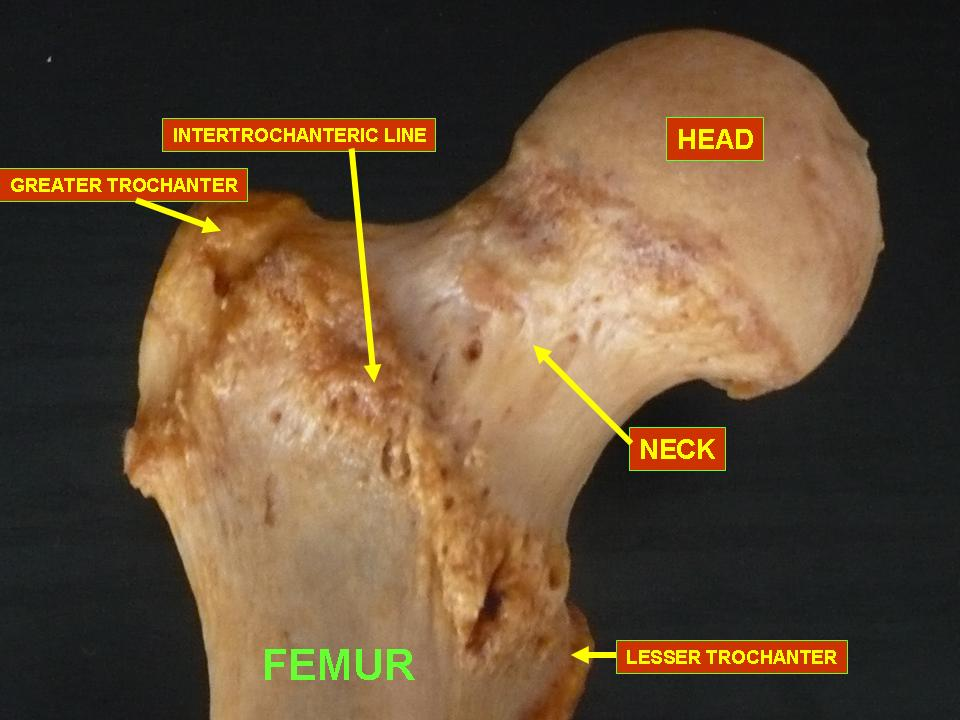
Superior epiphysis - anterior view
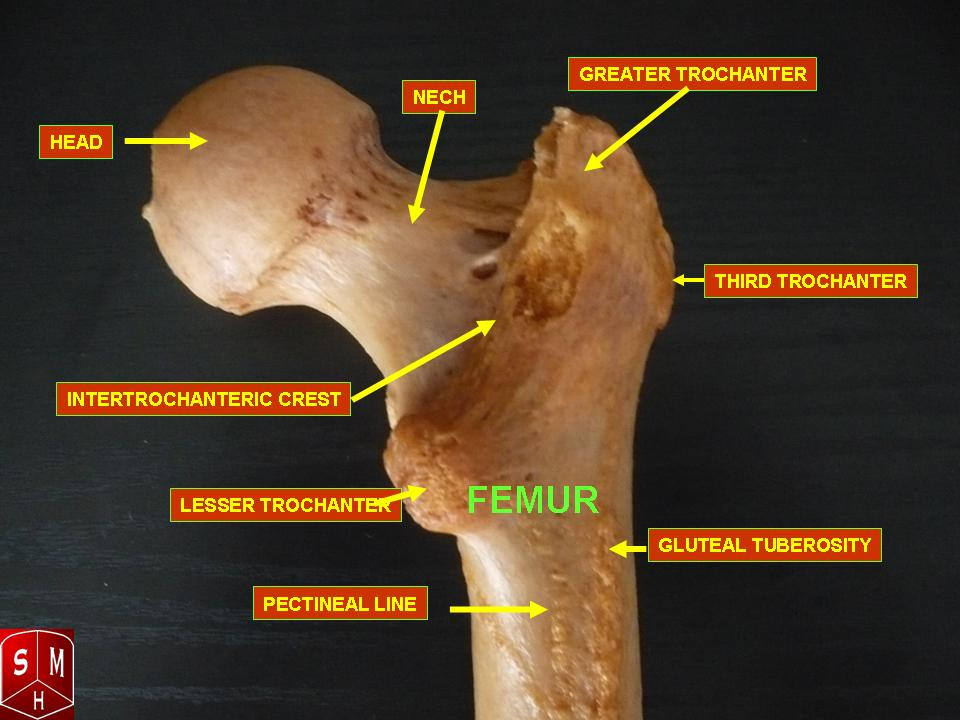
Superior epiphysis - posterior view
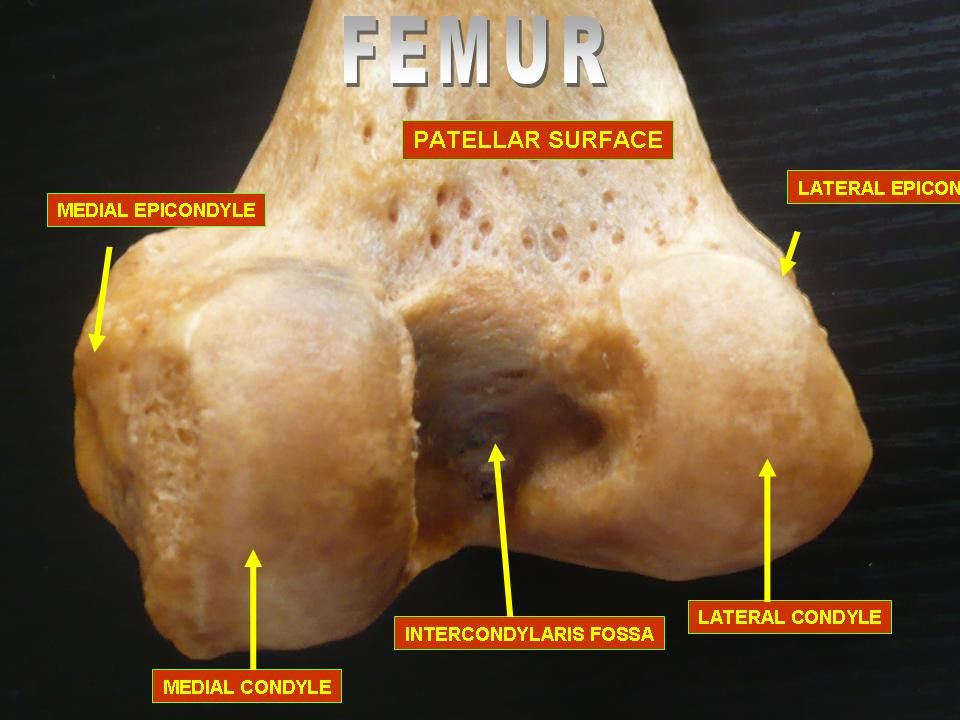
Inferior epiphysis - posterior view
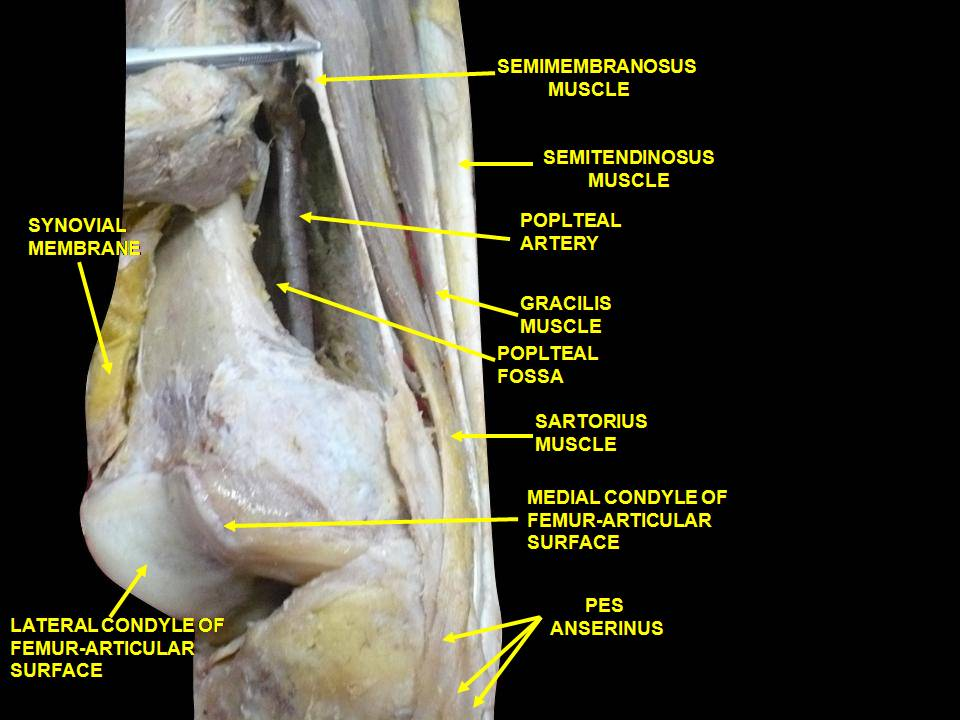
Muscles of thigh. Lateral view.
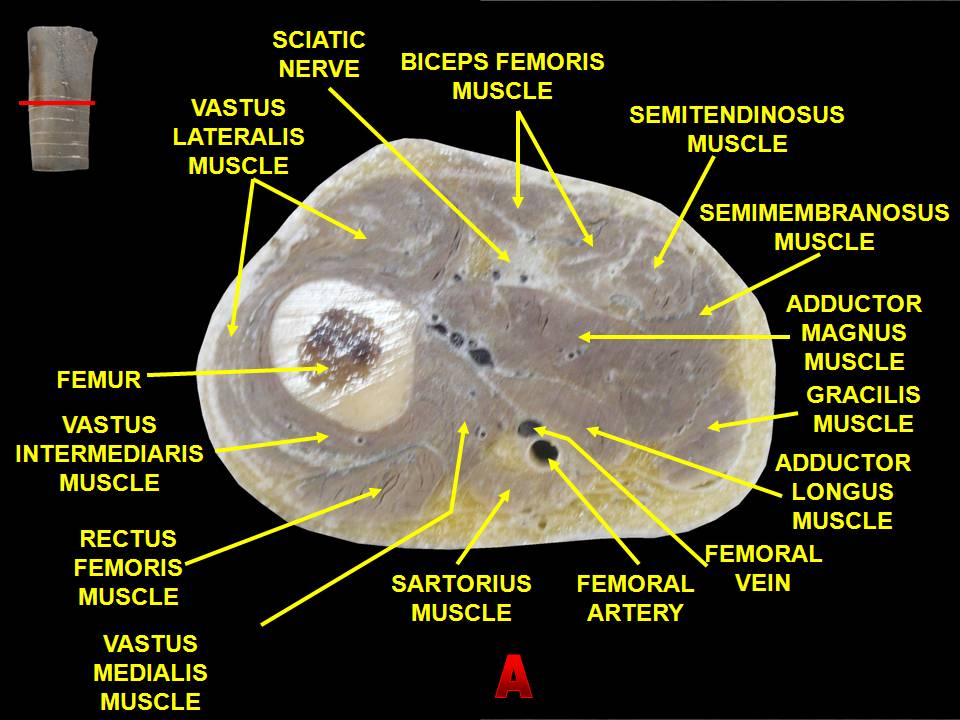
Muscles of thigh. Cross section.
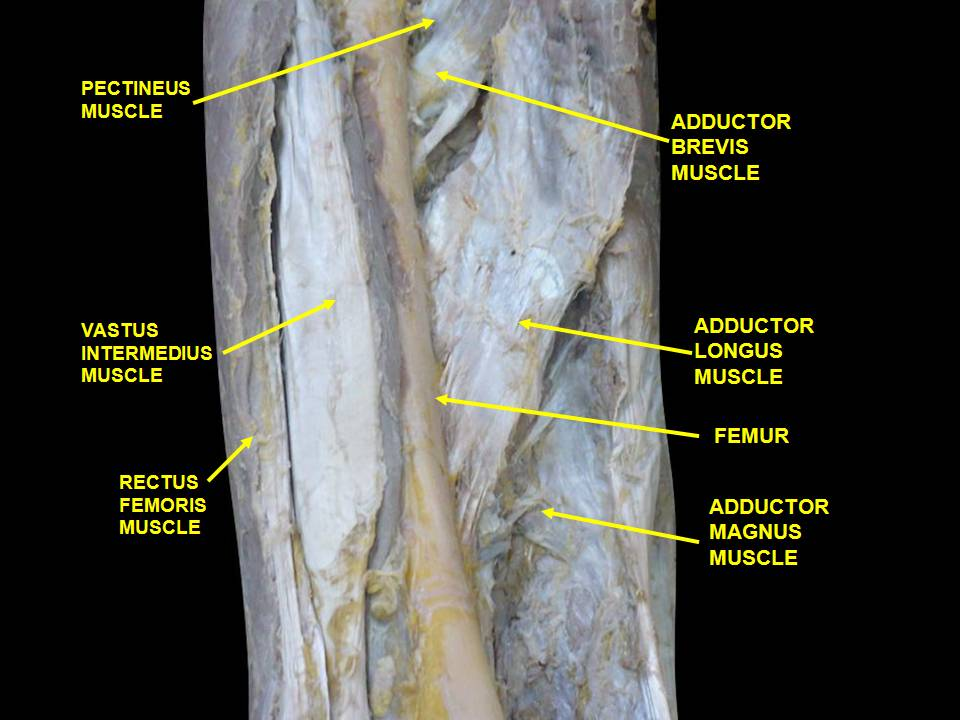
Muscles of Thigh. Anterior views
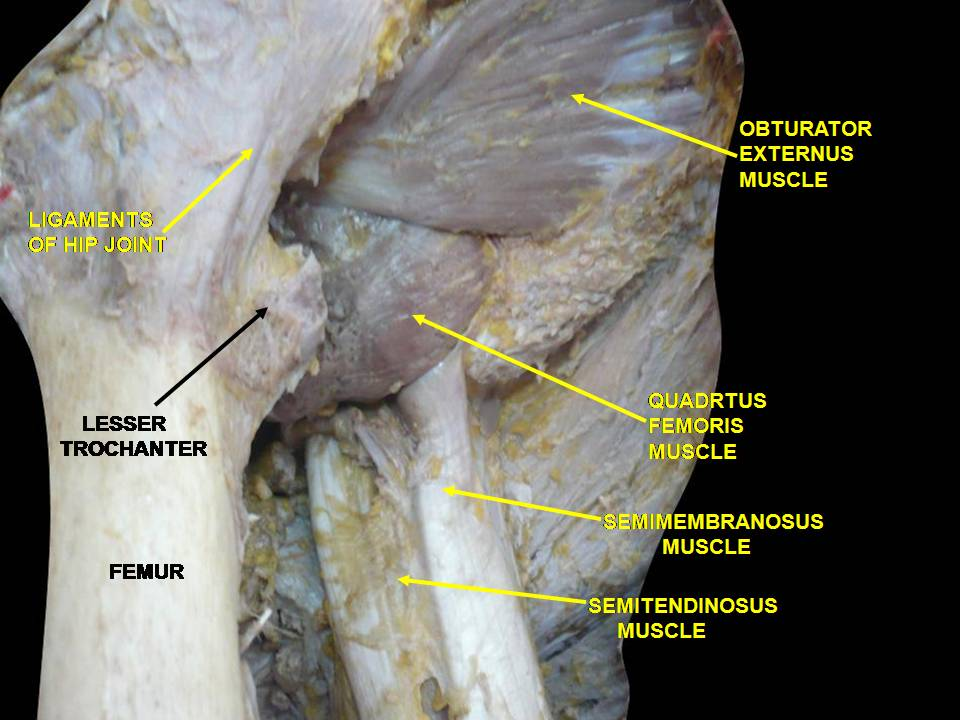
Muscles of Thigh. Anterior views.
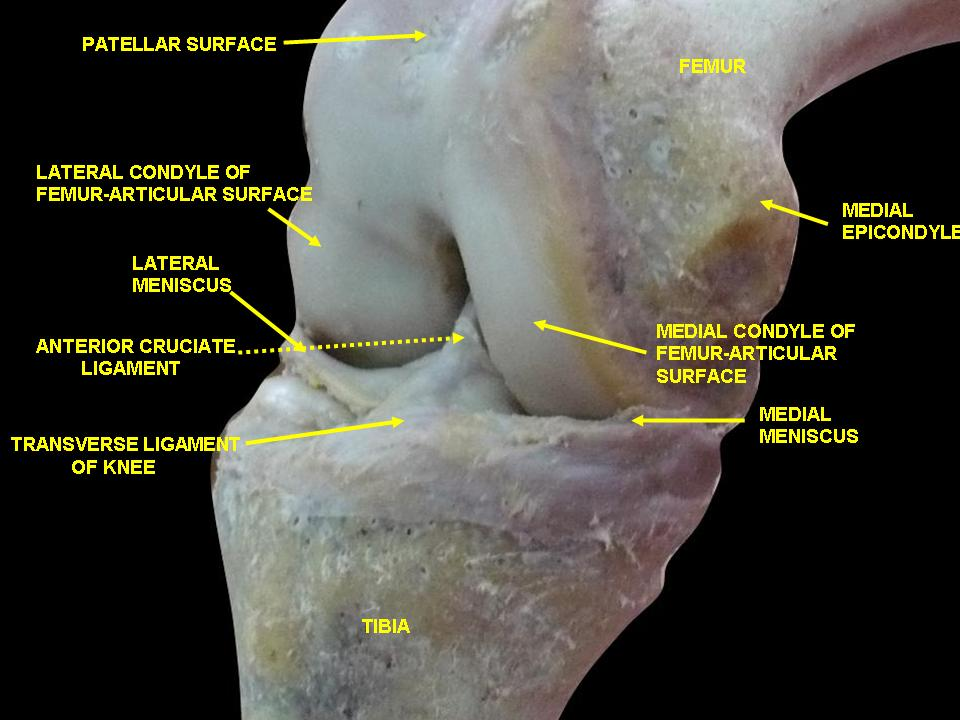
Knee joint.Deep dissection. Anteromedial view.
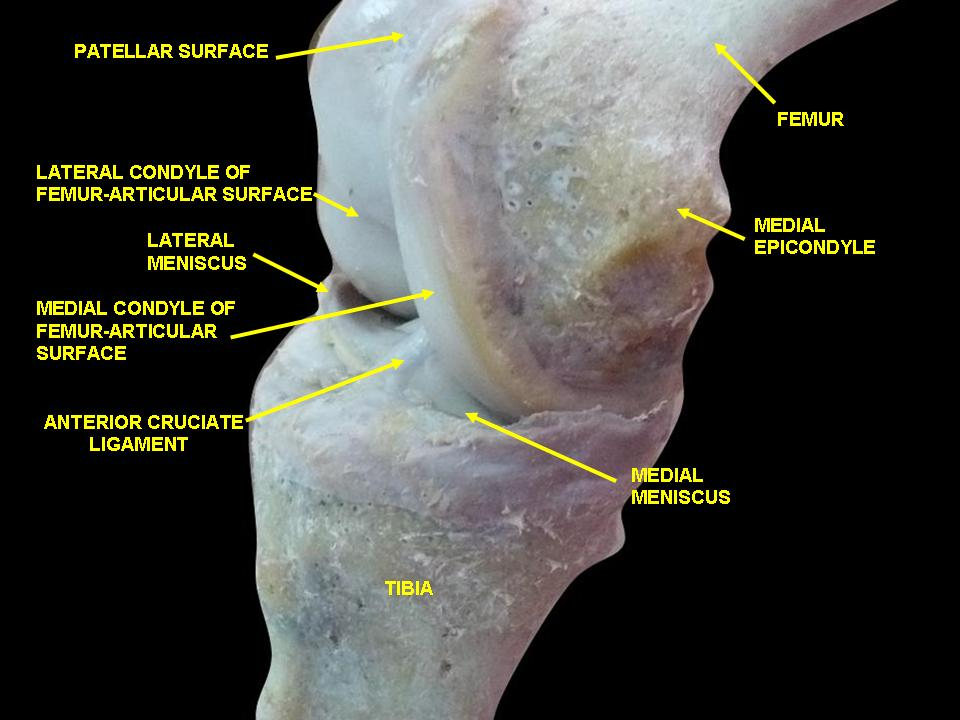
Knee joint.Deep dissection. Anteromedial view.
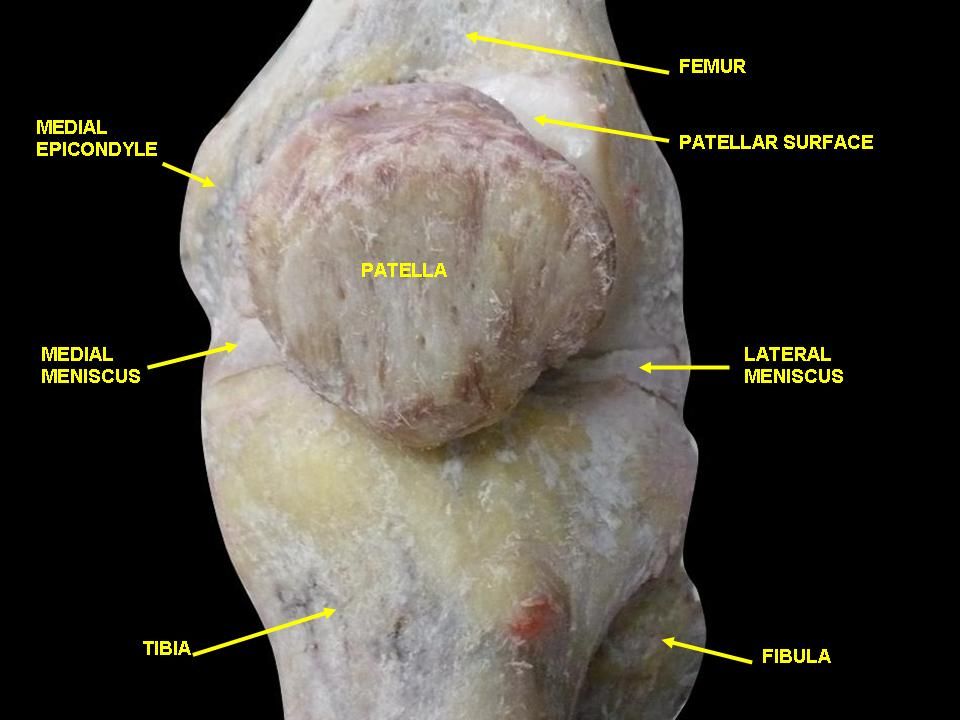
Knee joint.Deep dissection. Anteromedial view.
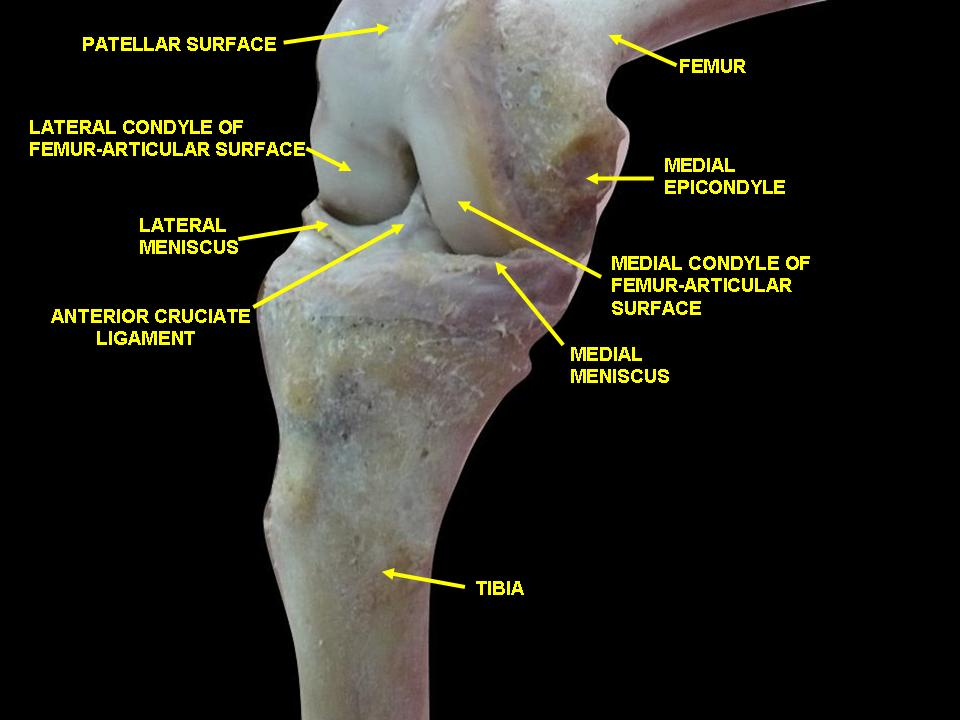
Knee joint.Deep dissection. Anteromedial view.
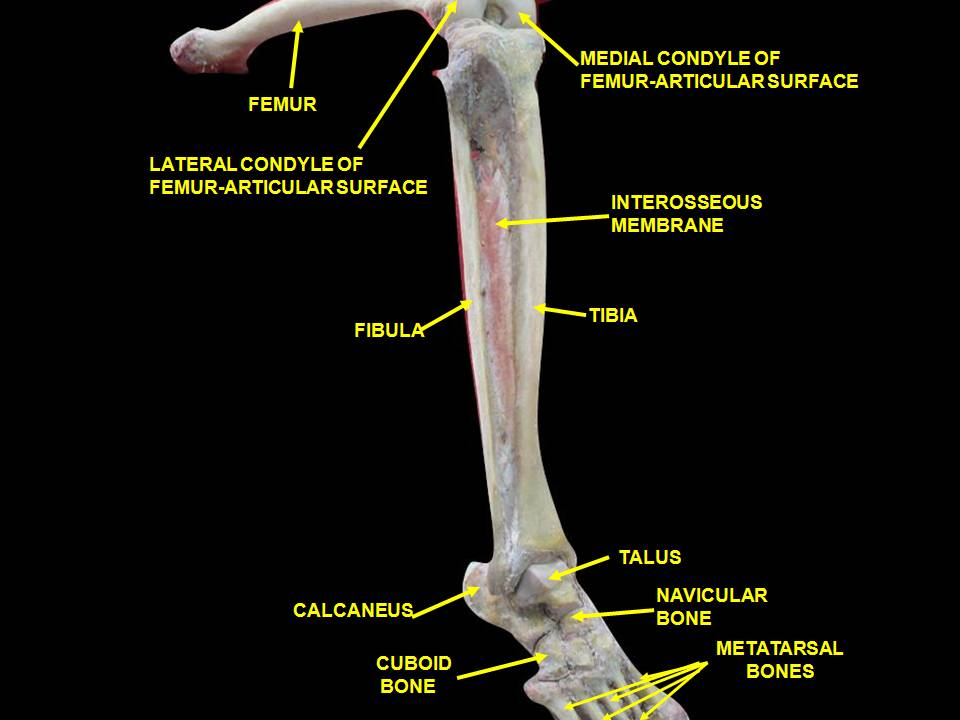
Knee, tibiofibular and ankle joints.Deep dissection. Anterolateral view.
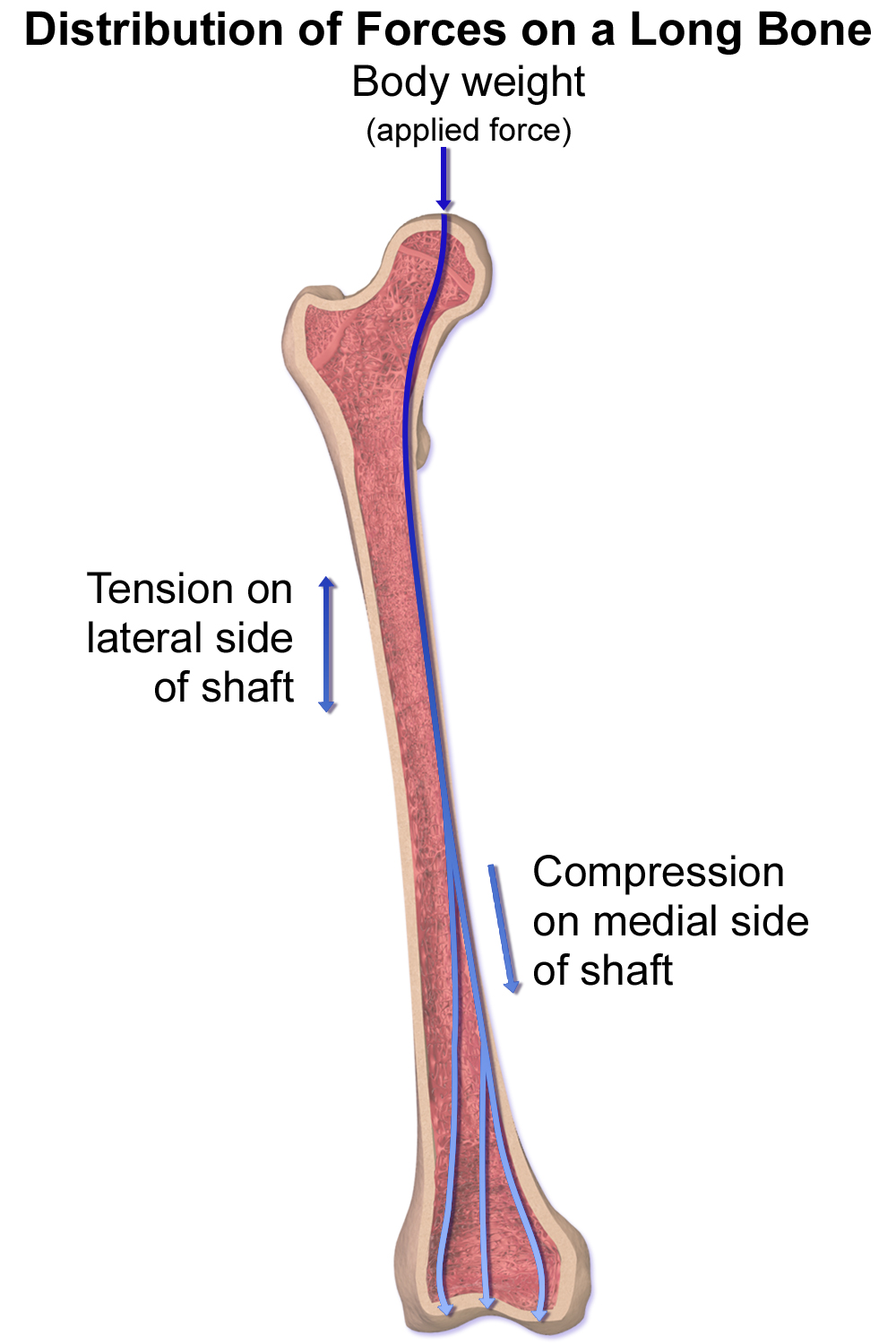
Distribution forces of the femur